# 松尾利彦
松尾 利彦（まつお としひこ、1951年10月2日 - 2014年8月）は、日本のテレビプロデューサー。

## 人物
専修大学卒業後、日本テレワーク株式会社に入社し、2007年退社。同年8月8日、株式会社windieを設立し代表取締役社長に就任。多くのバラエティ番組を手がけた。

## 代表作
- 料理の鉄人（フジテレビ）
- クイズ$ミリオネア（フジテレビ）
- とんねるずのハンマープライス（関西テレビ）
- SURPRISE!（フジテレビ）
- 芸能人6500人完全集計 クイズ!スター大図鑑（日本テレビ）
- カスペ!「みのもんたの緊急特番 通帳を守る100の方法」（フジテレビ）

## 受賞歴
- 1994年 エミー賞ノミネート 「料理の鉄人」（フジテレビ）
- 1995年 ATPグランプリ賞受賞 「料理の鉄人」（フジテレビ）
- 1995年 エミー賞ノミネート 「料理の鉄人」（フジテレビ）